# الواسطة (المشنة)

تعديل مصدري - تعديل

الواسطة هي إحدى قرى عزلة الحوج العدنى بمديرية المشنة التابعة لمحافظة إب، بلغ تعداد سكانها 401 نسمة حسب تعداد اليمن لعام 2004.